# Farsleber Straße 15 (Wolmirstedt)

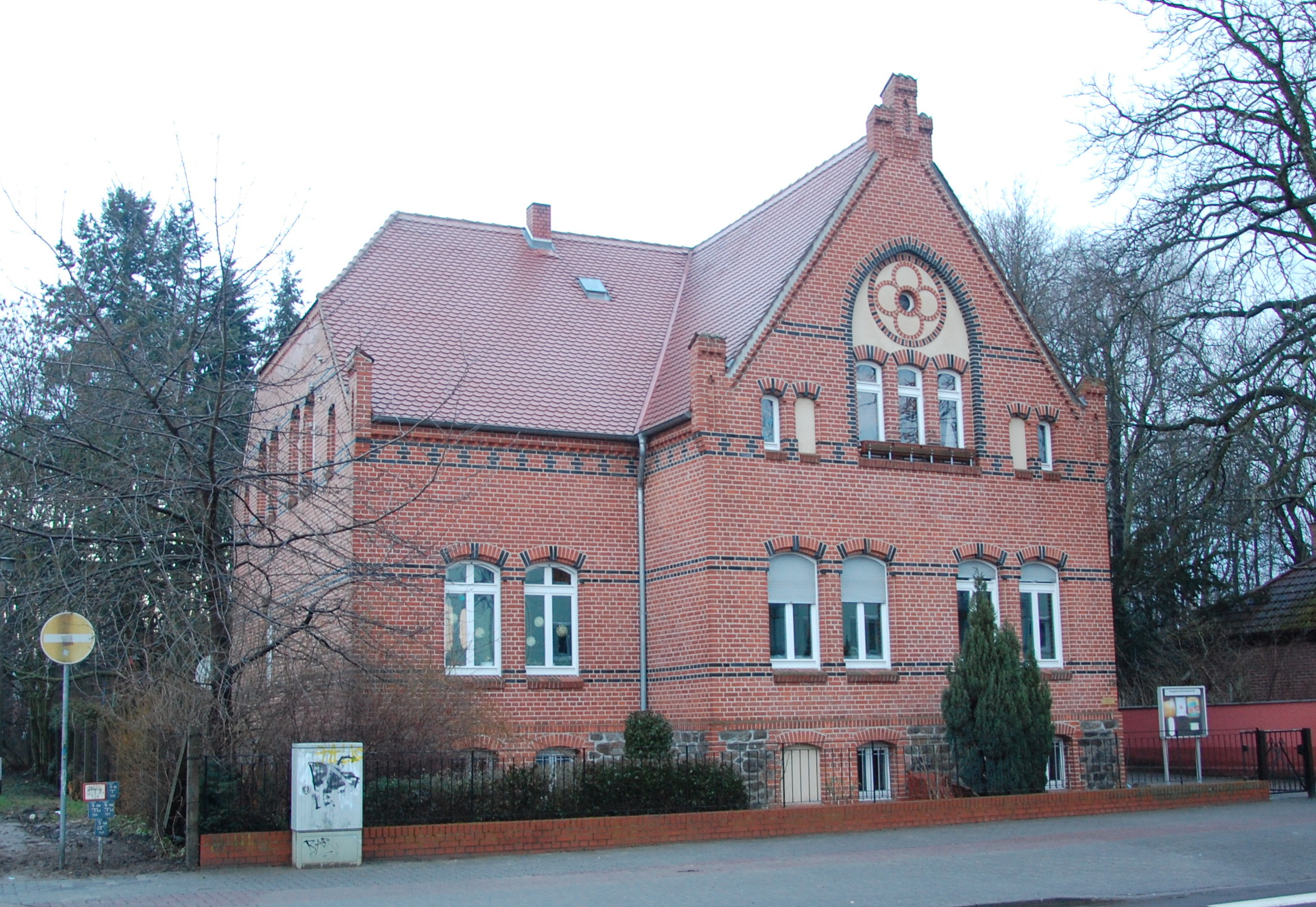
Haus Farsleber Straße 15

Das Haus Farsleber Straße 15 ist ein denkmalgeschütztes Gebäude in der Stadt Wolmirstedt in Sachsen-Anhalt.

## Lage
Es befindet sich nördlich der Wolmirstedter Innenstadt auf der Westseite der Farsleber Straße. Im örtlichen Denkmalverzeichnis ist es als Pfarrhaus eingetragen. Nördlich erstreckt sich der Friedhof Wolmirstedt.

## Gestaltung und Geschichte
Das zweigeschossige Gebäude wurde in den Jahren 1900/01 nach einem Entwurf des Kreisbauinspektors Behr errichtet. Der Backsteinbau ist durch neogotische Elemente geprägt. Es bestehen Segmentbogenfenster. Zur Straße hin besteht ein breiter mit einem Blendbogen versehener Giebel. Hier findet sich ein Vierpassmotiv. Bedeckts ist das Gebäude mit einem Walm- und einem Satteldach.